# 卡盧什 (阿爾巴尼亞)
卡卢什，是一條位于阿尔巴尼亚西部低地地区中部平原的村庄。屬地拉那州管轄。在2015年地方政府改制后，該村莊成为羅戈日内市镇的一部分。